# Monte Scotano
Monte Scotano è una contrada del comune di Villa Castelli, distante 3 km, e Ceglie Messapica, distante 7 km, (in provincia di Brindisi); confina a Nord-Ovest con Monte Fellone.

## Geografia fisica

### Territorio

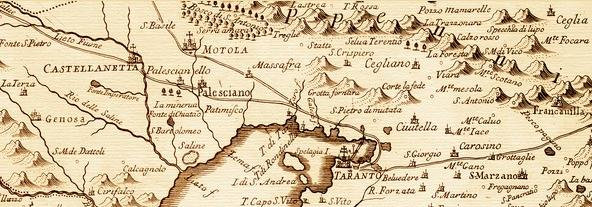
Le Murge

Il Monte Scotano è un colle delle Murge meridionali che raggiunge un'altitudine di 340 m s.l.m. e parte integrante della soglia messapica che unisce Valle d'Itria e salento settentrionale.
La fauna è caratterizzata dalla presenza di lepri, volpi, ricci, pettirossi, falchi e diversi rapaci notturni (civetta, gufo, assiolo e barbagianni). La flora si compone di tratti di bosco e di macchia mediterranea dove cresce spontaneamente il fungo cardoncello, alternati a oliveti, mandorleti e vigneti.

### Clima
Nella tabella sottostante sono riportati i valori medi che si registrano a Monte Scotano.
| Mese                           | Gen  | Feb  | Mar  | Apr  | Mag  | Giu  | Lug  | Ago  | Set  | Ott  | Nov  | Dic  | Anno |
| ------------------------------ | ---- | ---- | ---- | ---- | ---- | ---- | ---- | ---- | ---- | ---- | ---- | ---- | ---- |
| Temperatura massima media (°C) | 11,8 | 12,8 | 14,9 | 18,3 | 23,1 | 27,5 | 30,4 | 30,5 | 26,5 | 21,4 | 16,8 | 13,4 | 20,6 |
| Temperatura minima media (°C)  | 4,6  | 4,9  | 6,5  | 8,7  | 12,5 | 16,4 | 19,0 | 19,2 | 16,5 | 12,8 | 9,0  | 6,2  | 11,4 |
| Piogge (mm)                    | 59   | 58   | 54   | 36   | 33   | 23   | 22   | 23   | 37   | 73   | 73   | 63   | 554  |
| Umidità media (%)              | 77,8 | 76,6 | 75,4 | 72,9 | 70,2 | 65,7 | 61,8 | 63,6 | 70,0 | 76,0 | 78,9 | 78,9 | 72,3 |

## Monumenti e luoghi d'interesse
- grotta di Montescotano
- grotta di Facciasquata.
- Cappelle votive[1]

una specchia a Monte Scotano

- Il monte è ricchissimo di Trulli. L'unità costruttiva modulare del trullo presenta una pianta di forma approssimativamente circolare, sul cui perimetro si imposta la muratura a sacco di spessore molto elevato. Questa soluzione, da un lato restringe enormemente gli spazi interni, ma dall'altro, unita alla quasi totale assenza di aperture ad esclusione della porta d'ingresso e, raramente, di un piccolissimo foro in alto dotato di finestrino per garantire un minimo ricambio di aria all'interno, ne fa un interessantissimo esempio "ante-litteram" di bioedilizia.

## Economia

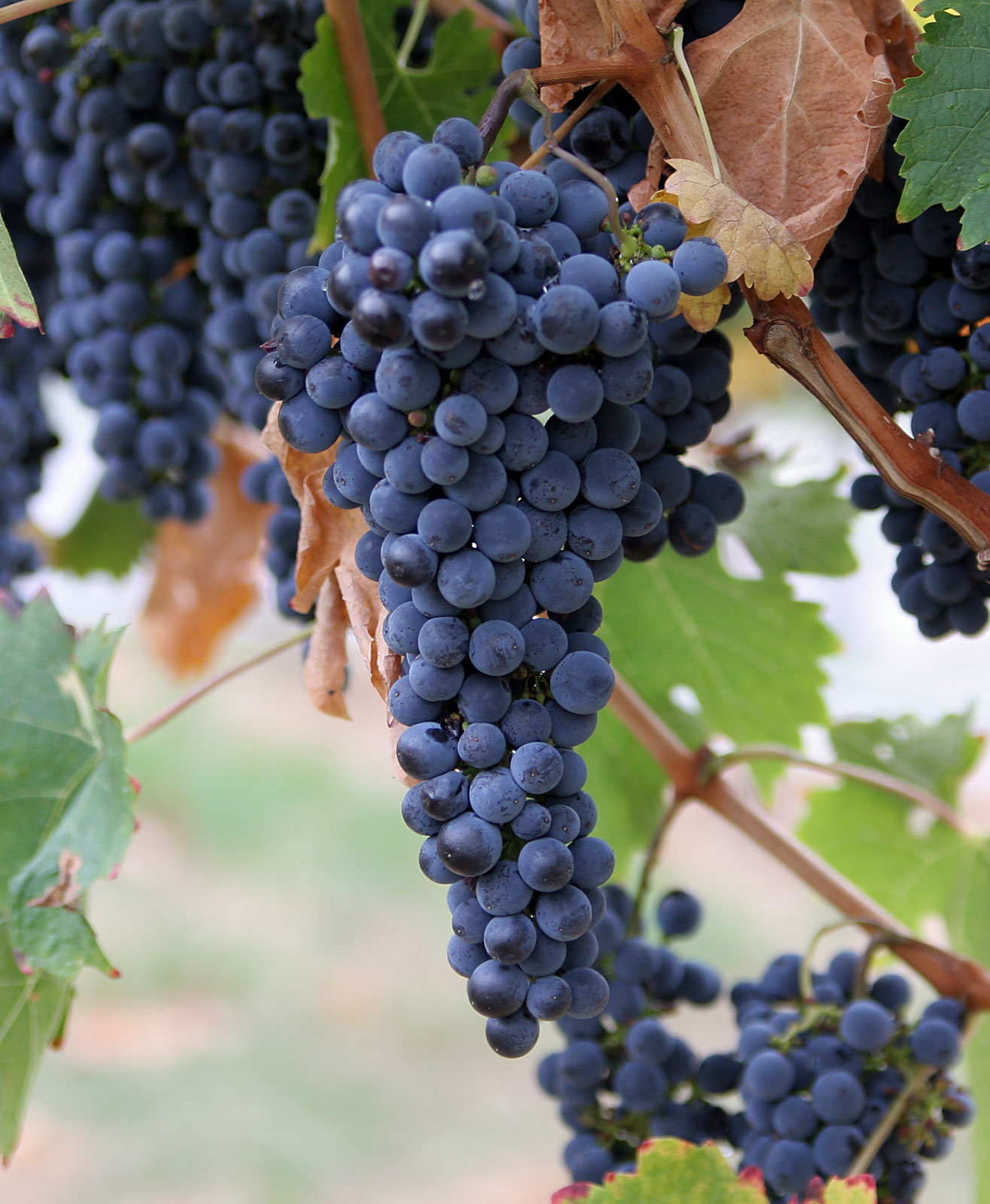
uva nera da vino

L'economia si basa in maniera equilibrata su agricoltura, allevamento, edilizia e utilizzo bio-compatibile delle risorse boschive.
Risorse Boschive:
- legno di quercia e di leccio, funghi, asparagi, mirto, cacciagione di piccola e media taglia.

Settore Primario:
- coltivazione dell'ulivo[2] e della vite;.

Industria:
- Piccole industrie di produzione di materiali edili.
- Ebanisteria.

Turismo:
- Ristoranti.
- Agriturismi .
- B&B.

## Infrastrutture e trasporti
Collegamenti stradali:

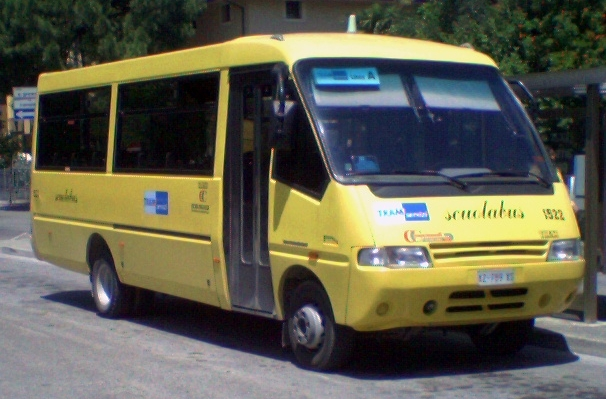
Scuolabus

- Strada Provinciale Ceglie Messapica - Villa Castelli

Trasporti Pubblici:
- il territorio è servito dai trasporti pubblici su Bus delle società STP, CTP e FSE
- sono garantiti servizi autobus gratuiti per le scuole elementari e medie site nel comune di Villa Castelli

## Cucina tipica

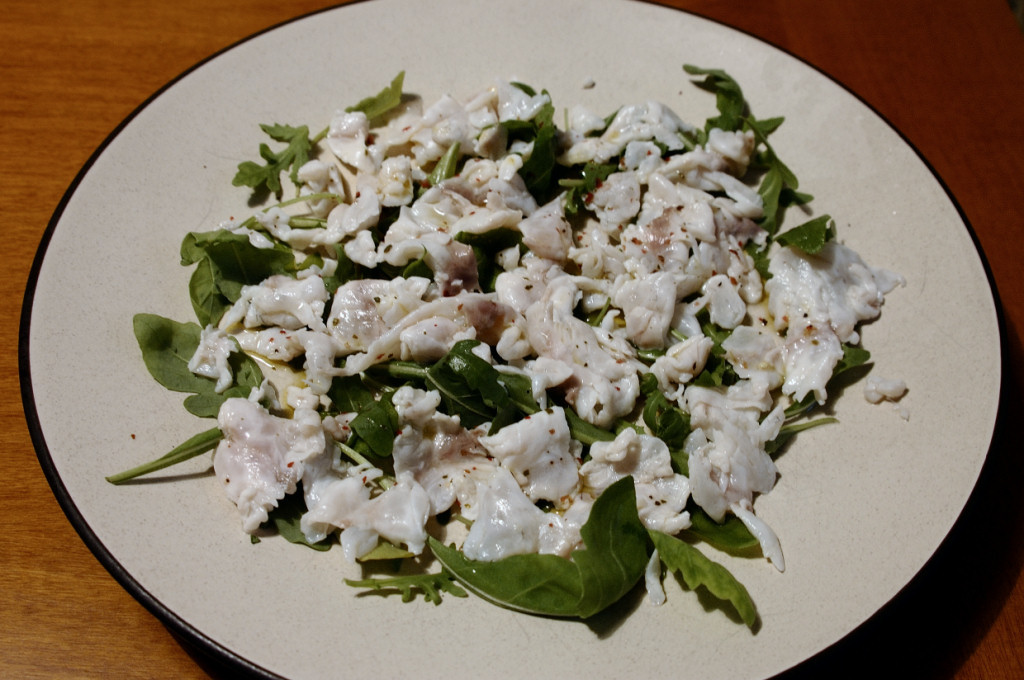
Carpaccio

La cucina del Monte Fellone è basata su pietanze della tradizione contadina della cucina pugliese.
Piatti tipici
- Taralli
- Purè di fave
- Orecchiette
- Cavatelli
- Pane di grano duro
- Ravioli con ricotta: si tratta di ravioli con forma rotondeggiante di circa 5 cm di diametro, di colore giallo dorato, ripieni con impasto di ricotta di pecora, prezzemolo, formaggio e pepe.
- Fichi secchi:  Si preparano facendo essiccare i fichi al sole, poi vengono scottati in acqua bollente e conservati in sacchi di tele con foglie di alloro.
- Lampascioni sott'olio
- Olio di oliva

Prodotti di macellazione
- Carpaccio
- Fegatini detti anche 'nghiemeridde, degli involtini di interiora (fegato e polmone) strette all'interno del budello di agnelli oppure di capretti, delle dimensioni di circa 5 centimetri, accompagnati da qualche foglia di prezzemolo. Molto simili sono i marretti che però hanno dimensioni decisamente maggiori[4] In Puglia la tradizione dell'allevamento degli ovini trova difatti origini millenarie, legate alla tradizione greca e della Mesopotamia[5] gli gnummareddi rappresentano l'elemento topico di questo legame.

Latticini
- Cacioricotta
- Caciocavallo

Dolci
- Purceddhruzzi
- Dolci di pasta di mandorla
- Cartellate:  dei nastri di una sottile sfoglia di pasta, ottenuta con farina, olio e vino bianco, avvolta su sé stessa sino a creare una forma che somiglia ad una sorta di rosa, con cavità ed aperture, che poi verrà fritta in abbondante olio d'oliva. Questa specialità è tipica del periodo natalizio.[6]